# Philipp Peter Roos

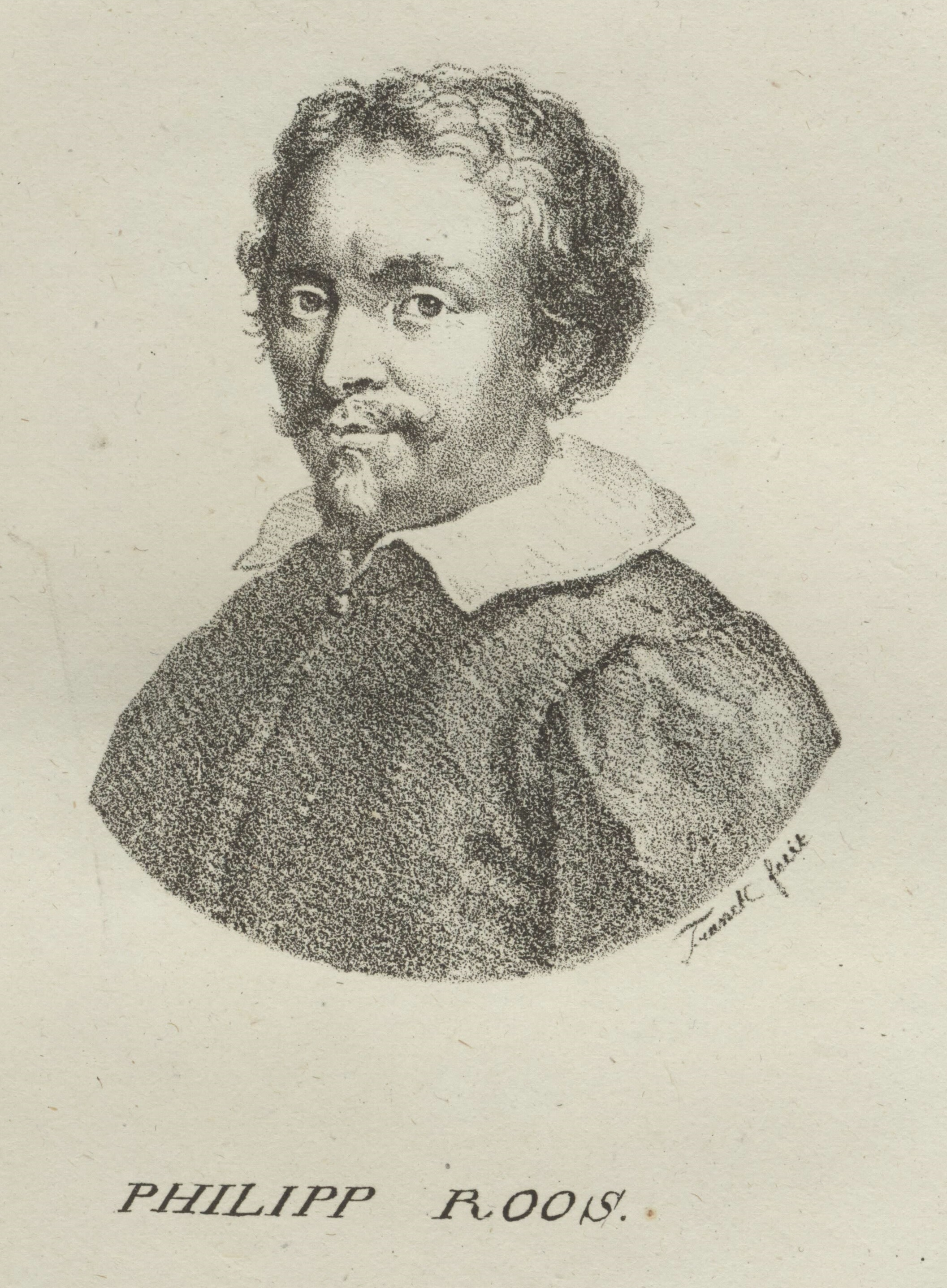
Philipp Peter Roos

Philipp Peter Roos (Sankt Goar, gedoopt op 30 augustus 1657 – Rome, 17 januari 1706) was een Duits-Italiaans hofschilder uit de 17e eeuw, gespecialiseerd in genrevoorstellingen, landschappen, stillevens en diervoorstellingen.
Als zoon van de gerenommeerde schilder Johann Heinrich Roos en broer van Johann Melchior Roos groeide hij op in een artistiek milieu. Zijn vader leerde hem de beginselen van het schilderen, wat de basis vormde voor zijn eigen succesvolle carrière.
In 1677 vertrok Roos naar Italië, gesteund door een beurs van landgraaf Ernst von Hessen-Kassel. Hij kwam eerst in Bologna in contact met Franz Gogel en vestigde zich kort daarna in Rome, waar hij ging studeren bij de vooraanstaande schilder Giacinto Brandi. Roos raakte sterk beïnvloed door de Italiaanse schilderkunst en besloot zich in Rome te vestigen. In 1681 trouwde hij met Maria Isabella, de dochter van Brandi, wat zijn band met de Italiaanse kunstwereld verder versterkte.
Tijdens zijn verblijf in Rome werkte Roos voor de kunsthandelaar Pellegrino Peri, die meer dan 70 van zijn werken in zijn collectie had. Hij woonde in verschillende wijken van de stad, waaronder Orte di Napoli, Via Croce, Via del Babuino en Via Margutta. Zijn schilderijen werden zeer gewaardeerd. Hij werd lid van de Bentvueghels, een broederschap van Noord-Europese kunstenaars in Rome, waar hij de bijnaam Mercurius kreeg vanwege de snelheid waarmee hij schilderde. Daarnaast was hij lid van de pauselijke academie, de Pontificia Insigne Accademia di Belle Arti e Letteratura dei Virtuosi al Pantheon.
In 1684 verliet Roos Rome en kocht een huis aan de Vicolo del Riserraglio in de wijk San Paolo in Tivoli, een schilderachtig stadje nabij Rome. Hier werkte hij tot 1691, waarna hij terugkeerde naar Rome. Gedurende deze periode bleef hij een invloedrijk schilder en genoot hij veel aanzien in de kunstwereld. Hij beïnvloedde andere kunstenaars, zoals Bernardino Fergione, en droeg zijn kennis over aan zijn zoon, Cajetan Roos, die ook schilder werd.
Roos was ook bekend onder de namen Rosa da Tivoli en Tivoli. Zijn werk, dat een synthese is van Duitse en Italiaanse schildertradities, was geliefd en inspireerde latere generaties kunstenaars.
- Gemeinsame Normdatei: 103117660
- International Standard Name Identifier: 0000 0001 1773 9758
- KulturNav: 327158de-354b-4e08-b264-b3b98849e1d8
- Nationale Bibliotheek van Tsjechië: xx0195880
- RKD-Nederlands Instituut voor Kunstgeschiedenis: 68081
- Union List of Artist Names: 500115576
- Virtual International Authority File: 89130209
- WorldCat: E39PCjFvD9rCDdxHFmGtGmPTQC